# Донегол (нагорье)
Донегол (англ. Donegal) — нагорье в северо-западной части острова Ирландия, в одноимённом графстве.
Нагорье состоит из нескольких крутосклонных и сильно расчленённых массивов высотой до 752 м (горы Деррива). Сложено преимущественно метаморфическими породами. На территории нагорья преобладают торфянистые и вересковые пустоши, луга. На восточных склонах произрастают берёзовые и хвойные леса.
Жители нагорья занимаются овцеводством (с круглогодичным содержанием овец на пастбищах).